# Лугашу-де-Жос
Лугашу-де-Жос (рум. Lugașu de Jos) — село у повіті Біхор в Румунії. Адміністративний центр комуни Лугашу-де-Жос.
Село розташоване на відстані 412 км на північний захід від Бухареста, 32 км на схід від Ораді, 100 км на захід від Клуж-Напоки.

## Населення
За даними перепису населення 2002 року у селі проживали 1563 особи.
Національний склад населення села:
| Національність | Кількість осіб | Відсоток |
| -------------- | -------------- | -------- |
| румуни         | 1025           | 65,6%    |
| цигани         | 470            | 30,1%    |
| словаки        | 48             | 3,1%     |
| угорці         | 19             | 1,2%     |

Рідною мовою назвали:
| Мова      | Кількість осіб | Відсоток |
| --------- | -------------- | -------- |
| румунська | 1025           | 65,6%    |
| циганська | 470            | 30,1%    |
| словацька | 48             | 3,1%     |
| угорська  | 19             | 1,2%     |